# Pygocoelis duplicatus
Pygocoelis duplicatus är en skalbaggsart som beskrevs av Lewis 1897. Pygocoelis duplicatus ingår i släktet Pygocoelis och familjen stumpbaggar. Inga underarter finns listade i Catalogue of Life.